# G2A
G2A (pełna nazwa G2A.COM) – platforma sprzedażowa specjalizująca się w grach komputerowych. Według oficjalnych informacji platforma posiada ponad 19 mln klientów, 450 tys. sprzedawców, 75 tys. produktów cyfrowych i ok. 600 pracowników zlokalizowanych w różnych biurach na świecie. Na platformie G2A.COM użytkownicy mogą kupować i sprzedawać produkty nie tylko w wersji cyfrowej, w formie kluczy aktywacyjnych, ale również gadżety i akcesoria dla graczy. Najpopularniejszymi produktami są obecnie cyfrowe klucze do gier (na konsole oraz komputery osobiste), oprogramowanie oraz karty pre-paid. Serwis był notowany w rankingu Alexa na miejscu 860.
G2A.COM nie kupuje ani nie sprzedaje samodzielnie kluczy do gier, zamiast tego udostępnia innym platformę, na której mogą to robić, stawiając się tym samym w roli pośrednika łączącego kupującego i sprzedającego podczas sprzedaży. Oprócz samej platformy sprzedażowej, G2A oferuje również program współpracy z twórcami gier – G2A Direct. G2A udzielało się również w dziedzinie esportów, sponsorując profesjonalne drużyny, takie jak Cloud9, Natus Vincere czy Virtus Pro.

## Historia
Firma (pierwotnie pod nazwą Go2Arena) została założona w 2010 roku w Rzeszowie przez Bartosza Skwarczka i Dawida Rożka. Początkowo zatrudniała sześciu pasjonatów gier komputerowych. Działalność G2A.COM skierowana była głównie do mniej zamożnych klientów. Aby zapewnić jak najniższe ceny, Bartosz Skwarczek podejmował próby negocjacji z największymi producentami gier komputerowych, z którymi spotykał się podczas imprez takich jak Gamescom w Kolonii czy E3 w Los Angeles. Ostatecznie jednak najwięksi wydawcy nie zdecydowali się na podjęcie współpracy z młodą i nieznaną szerzej firmą. Pod wpływem impulsów płynących z rynku współwłaściciele podjęli decyzję o zmianie podstawowych założeń modelu biznesowego firmy i przekształcenie jej w platformę aukcyjną do sprzedawania gier..

## Produkty i usługi
W 2015 roku firma zaczęła skupiać się na innowacjach technologicznych, zainwestowała w projekt w rzeczywistości wirtualnej (VR) oraz wydruki 3D. Wśród produktów znalazły się również G2A Pay – międzynarodowa usługa skupiająca płatności z całego świata, G2A Direct – system wsparcia twórców gier oraz G2A Shield – konto premium dla użytkowników.
W 2015 roku firma zaprezentowała swój pierwszy produkt w technologii VR – G2A Land. Projekt spotkał się z pozytywnym przyjęciem specjalistów w branży oraz mediów branżowych. Pod koniec 2016 roku w G2A Land oprócz Rollercoastera dostępne były również Kino, Strzelnica oraz Podwodna przygoda.
W maju 2016 roku G2A opracowało Gotham VR. Projekt był jedną z atrakcji, która promowała premierę filmu Batman v. Superman. Gotham VR jest dostępny na Oculus Store, jako część G2A Land. W Grudniu 2016, G2A ujawniło prace nad grą Blunt Force będącą strzelanką VR osadzoną w czasach II Wojny Światowej. Gra ma być podzielona na epizody wydawane sukcesywnie w 2017 roku.
3D to platforma, dzięki której można kupować, sprzedawać lub udostępniać gotowe do druku cyfrowe pliki 3D. Platforma oferowała projektantom 3D stworzenie własnego sklepu, na którym do początku 2018 roku można było udostępniać nieodpłatnie lub sprzedawać swoje projekty.
W styczniu 2015 roku G2A ogłosiło wprowadzenie nowej bramki płatności online – G2A PAY. G2A PAY udostępniała ponad 200 metod płatności, za pomocą których można było zapłacić za zakupione produkty. Usługa oferowała również ochronę przeciwko obciążeniom zwrotnym. Wraz z początkiem 2021 roku, usługa G2A PAY została wycofana z użytku i nie jest już dłużej oferowana przez G2A.COM.
29 lipca 2016 roku G2A ogłosiło wprowadzenie systemu G2A Direct. Jego głównym zadaniem było zaangażowanie twórców i wydawców gier w proces ich dystrybucji na platformie. Dzięki rejestracji oferty oficjalnych developerów są wyświetlane na pierwszych miejscach, a sami developerzy mogą otrzymywać opłatę od sprzedaży ich produktów przez osoby trzecie.
G2A Shield to oferta płatnego członkostwa premium, która daje użytkownikom 10% cashbacku, niższe prowizje od sprzedaży oraz darmowy transfer wewnętrznej waluty (G2A Coins), pierwszeństwo w dostawie pre-orderów oraz rozwiązanie problemów w trakcie jednego kontaktu z całodobowym centrum obsługi klienta.
G2A Gear to usługa ogłoszona w grudniu 2016 roku.  Gear to strefa, w której można kupić odzież oraz akcesoria z logo G2A oraz motywami ze znanych gier, filmów czy komiksów. Firma zapowiedziała, że w niedługim czasie w sklepie pojawią się również produkty sygnowane przez znanych youtuberów i streamerów.
W grudniu 2016 roku G2A.COM zostało sponsorem tytularnym Centrum Wystawienniczo-Kongresowego Województwa Podkarpackiego, które znajduje się obok Portu Lotniczego Rzeszów-Jasionka. Nazwa centrum została zmieniona na G2A Arena.
W 2016 firma zaczęła prace nad G2A News – serwisem poświęconym dostarczaniu użytkownikom najważniejszych informacji dotyczących przemysłu gamingowego. Na G2A News można znaleźć recenzje oraz zapowiedzi gier, jak również tytułowe wiadomości z pierwszej ręki. Serwis stał się powszechnie dostępny w styczniu 2017 roku.
W lipcu 2017 roku jeden z działów firmy G2A Dev Studio nawiązał współpracę z zespołem lekarzy z Krakowa. Prowadzą oni Małopolskie Warsztaty Ultrasonografii i opracowali modele 3D serc z najczęściej występującymi wadami serca u dzieci nienarodzonych.
Deweloperzy z G2A Dev Studio stworzyli aplikację VR, dzięki której studenci medycyny i lekarze, będą mogli nauczyć się rozpoznawać cechy charakterystyczne najczęściej występujących wad serca u dzieci w okresie prenatalnym.
W 2017 roku G2A.COM nawiązało współpracę z Microsoft, a na początku 2018 roku firma ogłosiła, że wykorzystuje mechanizmy sztucznej inteligencji oparte na technologii chmurowej Microsoft Azure do podnoszenia wydajności i bezpieczeństwa swojej platformy.
W lutym 2018 roku jeden z działów firmy G2A Dev Studio, które zajmowało się tworzeniem projektów w wirtualnej rzeczywistości (VR), usamodzielniło się i zmieniło nazwę na Monad Rock.
W lipcu 2018 roku na platformę wprowadzone zostały fizyczne produkty elektroniczne dla graczy. W sierpniu 2018 nowa kategoria dostępna była w siedmiu krajach Europy: Polsce, Włoszech, Hiszpanii, Anglii, Szwecji, Czechach oraz Rumunii W grudniu 2018 usługa została udostępniona na terenie całej Unii Europejskiej.

## Marketing
G2A wspiera rozwój eSportu, współpracując z wieloma drużynami, m.in.: Cloud9, Natus Vincere czy Virtus Pro. Firma zainwestowała już ponad 10 milionów dolarów w rozwój eSportu. W sierpniu 2016 roku G2A nawiązała współpracę ze Sporting Clube de Portugal, w którego szeregach jest portugalski gracz Fifa – Francisco Cruz.
Firma współpracuje również z wieloma youtuberami oraz streamerami, między innymi z PewDiePie’em, Towellieem, Maximusem Blackiem czy Castro.
W maju 2017 roku firma zorganizowała obóz szkoleniowy (bootcamp) dla zawodników drużyn Virtus Pro i Natus Vincere.

## Działalność charytatywna
1 grudnia 2015 roku G2A wraz z popularnymi streamerami, youtuberami, portalami branżowymi oraz graczami wzięło udział w akcji #GamingTuesday wspierającej organizację Save the Children. W przeciągu roku G2A zebrało blisko 500 tysięcy dolarów dla tej organizacji.
W styczniu 2016 roku Dawid Rożek potwierdził, że G2A i G2A Pay we współpracy z organizacją Gaming for Good prowadzoną przez Bachira „Athene” Boumaaza przygotowuje dwa charytatywne projekty : HEART (Humanitarian emergency All-Out Response Team) oraz nową odsłonę GamingForGood. Oba projekty mają wspomagać ludzi w regionach dotkniętych klęskami żywiołowymi.
G2A wspiera również Wielką Orkiestrę Świątecznej Pomocy, nie tylko wystawiając na jej rzecz aukcje, ale również biorąc w nich udział. W styczniu 2016 roku zakupiła na aukcji Wielkiej Orkiestry 2,5-metrową figurę Geralta z Rivii – głównego bohatera gry „Wiedźmin”.
G2A organizuje również wiele regionalnych akcji charytatywnych, takich jak kampania we współpracy z lokalną policją zachęcającą do noszenia opasek odblaskowych, sfinansowanie specjalistycznej pracowni wirtualnej rzeczywistości dla Politechniki Rzeszowskiej, czy ufundowanie pracowni komputerowych lokalnym domom dziecka.
Na tym lista akcji charytatywnych się nie kończy – w lipcu 2017 G2A zorganizowało akcję „Zostań Bohaterem”, w której wygrana oznaczała możliwość wskazania fundacji, domu dziecka lub innej instytucji wspierającej lub pomagającej dzieciom, która otrzyma 20 tabletów.

## Zakaz nałożony przez Riot Games
Riot Games, twórca i dystrybutor gry League of Legends, zakazał G2A sponsorowania drużyn podczas 2015 League of Legends World Championship. Riot twierdził, że na platformie sprzedawane są tzw. ELO boostowane konta, co narusza warunki użytkowania ich produktu. Oficjalne oświadczenie w tej sprawie zostało opublikowane w serwisie reddit 6 października 2015 roku. W oświadczeniu napisano: „18 września oficjalnie zbanowaliśmy ich jako sponsora i nie zamierzamy zmienić tej decyzji w najbliższym czasie. Nie była to dla nas lekka decyzja, przyszła po wielu tygodniach rozmów z G2A w celu znalezienia rozwiązania. Nie byliśmy jednak w stanie dojść do porozumienia.”
G2A określiło tę decyzję jako „agresywny atak”  dokonany pomimo wielu prób „polubownego rozwiązania” sporu z Riot Games. W ramach tych prób G2A zablokowało aukcje, na których sprzedawane były konta do League of Legends, co było główną przyczyną nałożenia zakazu przez Riot. G2A stwierdziło, że Riot Games nie wykazało chęci współpracy i wysuwało kolejne żądania, chciało zablokowania kont, z których sprzedawano na platformie g2a.com poradniki do LoL.
W lutym 2016 roku gracz INTZ’s Tockers Gabriel ‘Tockers’ Claumann został ukarany grzywną w wysokości tysiąca dolarów w rozgrywkach Campeonato Brasileiro de League of Legends (CBLoL) 2016 za to, że podczas zawodów nosił koszulkę z logo G2A. Podczas gry został poproszony o zaklejenie logo taśmą klejącą, a po zawodach poinformowano go, że zostanie na niego nałożona grzywna. G2A zapłaciło jego grzywnę i stwierdziło, że „żaden gracz eSportowy nie powinien być tak srogo karany za noszenie koszulki z logo G2A”.

## Sprzedaż gier tinyBuild
W czerwcu 2016 roku Dyrektor Generalny tinyBuild Games, Alex Nichiporchik, oskarżył G2A o przyzwolenie na sprzedaż poprzez ich platformę kluczy do gier pozyskanych w sposób nielegalny, co rzekomo naraziło jego firmę na stratę rzędu 450 000$.
G2A twierdziło, że firma zwróciła się do tinyBuild z prośbą o przesłanie listy kluczy, które zostały pozyskane nielegalnie. Nichiporchik publicznie stwierdził jednak, że nie udostępni listy podejrzanych kluczy, gdyż uważa, że G2A wystawi je na sprzedaż.
G2A zakwestionowało kwotę 450 000$ podaną przez tinyBuild, zauważając, że gry były sprzedawane po obniżonych cenach oraz rozdawane za darmo na portalach społecznościowych.
Alex Nichiporchik dodawał również, że w kontaktach z G2A czuł się zmuszany do zintegrowania systemu płatności oferowanego przez firmę, co pozwalałoby jej uzyskać korzyści ze sprzedaży gier tinyBuild w zamian za ochronę przed oszustwami.
Oficjalne stanowisko G2A w tej sprawie informowało, że firma „w pełni wspiera twórców gier, udostępniając im natychmiastowe kanały komunikacji oraz wykorzystuje zaawansowane narzędzia, jak na przykład czarne listy, identyfikacja podejrzanych sprzedawców i aukcji czy procedura KYC (Know Your Customers) oraz gwarantuje wraz z G2A Shield rozwiązanie zapewniające bezpieczeństwo”.
Wynikiem tej dyskusji było wprowadzenie przez G2A w lipcu 2016 roku Programu Wsparcia Twórców Gier, który firma zapowiedziała podczas konferencji prasowej na targach Gamescom w Kolonii w 5 sierpnia 2015 roku pod nazwą G2A Brands Direct. G2A wprowadziła także bardziej restrykcyjne regulacje, dzięki którym niezweryfikowany sprzedawca nie może wystawić więcej niż 10 produktów.

## Nagrody
| Rok                                        | Nagroda                                                   |
| ------------------------------------------ | --------------------------------------------------------- |
| Stevie Awards For Sales & Customer Service |                                                           |
| 2016                                       | Customer Service Management Team of the Year              |
| 2016                                       | Award for Innovation in Customer Service                  |
| 2016                                       | Marketing Solution                                        |
| Global Business Excellence Awards          |                                                           |
| 2016                                       | Outstanding Fast-Growth Business                          |
| 2016                                       | Outstanding Customer Service Team                         |
| 2016                                       | Outstanding New Product / Service                         |
| UK Financial Services Award SERVICES AWARD |                                                           |
| 2016                                       | Innovation in Customer Experience                         |
| Inicjator Innowacji Newsweeka              |                                                           |
| 2017                                       | Specjalne wyróżnienie od redakcji Business Insider Polska |
| eBay Hong Kong                             |                                                           |
| 2017                                       | Best Deal of the Year                                     |
| Benefits Festival 2018                     |                                                           |
| 2018                                       | Best Benefits Award                                       |